# Norman Whitley
Pour les articles homonymes, voir Whitley.
Norman Whitley, né le 29 juin 1883 à Chorlton-cum-Hardy et mort le 12 avril 1957 au Cap, est un magistrat et ancien champion britannique de crosse. Il est anobli par le roi George VI dans l'Ordre du Bain et décoré de la croix militaire. 

## Biographie
Norman Henry Pownall Whitley fait partie de l'équipe de crosse représentant le Royaume-Uni aux Jeux olympiques d'été de 1908 à Londres. Les Britanniques perdent le seul match de la compétition, contre les Canadiens sur le score de 14 à 10, et remportent la médaille d'argent.
Au début de la Première Guerre mondiale, il est affecté au Manchester Regiment et fut envoyé à Gallipoli, où il reçut la croix militaire (MC). Après son évacuation de Gallipoli, il sert en Palestine et en Arabie et est démobilisé en 1920 avec le grade de major.
Avocat de formation, il commence une nouvelle carrière et entre au département juridique de l'administration coloniale. Il est nommé en 1920, procureur adjoint au comptoir de Penang puis est muté en 1922, au même titre, aux établissements des détroits de Singapour. Il est ensuite nommé en 1929, juge puîné puis juge et en 1936, juge-en-chef des États malais fédérés. En 1937, il est nommé juge-en-chef de la colonie britannique d'Ouganda, jusqu'à sa retraite en 1947. 
En 1941, Il est fait chevalier de l'Ordre du Bain (KCB).
Son fils, Peter Whitley épouse en 1951 la petite-nièce de la reine Mary, Mary Cambridge.